# Levico Terme
Levico Terme (niem. Löweneck) – miejscowość i gmina we Włoszech, w regionie Trydent-Górna Adyga, w prowincji Trydent.
Według danych na rok 2004 gminę zamieszkiwało 6313 osób, 101,8 os./km².